# Бога (Грузия)
Бога (груз. ბოგა) — село в Грузии, на территории Ахалцихского муниципалитета края (мхаре) Самцхе-Джавахети.

## География
Село находится в южной части Грузии, на расстоянии приблизительно 6 километров (по прямой) к северу от города Ахалцихе, административного центра муниципалитета. Абсолютная высота — 1365 метров над уровнем моря.

## Население
По результатам официальной переписи населения 2014 года, в Боге проживало 169 человек (90 мужчин и 79 женщин). В национальной структуре населения грузины составляли 99,4 %, немцы — 0,6 %.
| Год  | Население, человек |
| ---- | ------------------ |
| 2002 | 229                |
| 2014 | ↘ 169              |